# Ayaka (Anime)
Ayaka (あやか) ist Animeserie aus dem Jahr 2023, die bei Studio Blanc entstand. Die Fantasyserie spielt auf einem kleinen, japanischen Archipel, das von Wesen belebt und bedroht ist, die sich aus dem Lebenspuls speisen. Die „Pulsweber“ auf der Insel halten die Bedrohung in Schach. Ein Jugendlicher kommt nach langer Abwesenheit in diese Heimat zurück und muss sich in seine Rolle als Pulsweber hineinfinden. Die Serie wurde auch international veröffentlicht, unter anderem mit deutschen Untertiteln und mit englischer Synchronisation.

## Inhalt
Nachdem Yukito Yanagis (八凪幸人) Vater bei einem Vulkanausbruch umkam, wurde der Waise vom Ayakajima-Archipel aufs Festland geschickt, wie es sein Vater für diesen Fall bestimmt hatte. Nach dem Abschluss der Mittelschule taucht Jingi Sagawa (沙川尽義) an der Schule auf, um Yukito wieder nach Ayakajima zu bringen. Der sich vertraut gebende, aber vor allem durch seinen Alkoholkonsum auffallende junge Erwachsene ist Yukito fremd. Doch er weiß, dass in dem Jungen eine übernatürliche Kraft schlummert. Kurzerhand wird Yukito zurückgebracht und in seiner alten Heimat damit konfrontiert, dass hier magische Kräfte von sogenannten Pulswebern ausgeübt werden. Sie nutzen den Lebenspuls aus, der unter der Insel besonders spürbar fließt, und in diese ländlichen Gegend anders als in den vollen Städten noch spürbar ist. Jingi ist einer der Pulsweber und ein Schüler von Makoto Yanagi (八凪真人), Yukitos Vater, der ein großer Meister dieser Kunst war. Als Yukito noch ein Kleinkind war, hat Jingi oft auf ihn aufgepasst und mit ihm gespielt. Die Erinnerungen daran kehren nur langsam zurück. Die Pulsweber beschützen den Archipel vor bösen Geistern, den Aramitama, die aus dem Lebenspuls entstehen können. Von ihnen lernt Yokito noch einige kennen, alle Schüler seines Vaters, nachdem er in das Haus seiner Familie eingezogen ist, das inzwischen von Momoko Amamiya (尼宮百々子) verwaltet und auch von Jingi bewohnt wird.
Jingi nimmt nun Yukito als seinen Schüler auf, damit er die in ihm wohnenden Kräfte zu kontrollieren lernt. Mit diesen kann er, wie Jingi es ihm zeigt, die Aramitama besiegen oder besänftigen und so die Menschen des Archipels schützen. Bisher hatte Yukito Angst vor dieser Kraft, da er mit ihr andere verletzten kann, und mied daher jeden engeren Kontakt zu anderen. Beim Tempel von Pulsweber Haruaki Kurama (鞍馬春秋) lernt Yukito dessen Schüler Chatarō Fukuwake (福分茶太郎) und Yako Amano (天乃夜胡) kennen, die stets gemeinsam unterwegs sind. In den beiden Jungen in seinem Alter findet er erstmals Freunde, denn sie haben keine Angst vor seiner Kraft und können damit umgehen. In der größten Stadt der Insel wiederum ist der Pulsweber Aka Ibuki (伊吹朱) aktiv, der mit seinem Sicherheitsdienst besonders rücksichtslos gegen die Aramitama hier vorgeht und sich ihre Kraft einverleibt. Daher ist er mit dem auf die Besänftigung bedachten Haruaki zerstritten. Und auch Yukito ist von seinen Methoden abgeschreckt, wobei Aka sich ihm gegenüber sonst wohlgesonnen zeigt. Das von Aka aufgenommene Mädchen Ibara Ichijō (一条いばら) ist erst zurückhaltend, freundet sich dann aber mit Yukito und sogar mit den beiden Schülern des verfeindeten Haruaki an. Während Yukito sich einlebt lernt er auch mehr über seinen Vater Makoto. Der starb, als der die Insel eigentlich schützende Feuerdrache sie zu vernichten drohte und Makoto bei der Besänftigung sein Leben verlor. Zu früheren Zeiten wurde der Feuerdrache von einem Wasserdrachen begleitet. Seit dieser verschwand, ist der Feuerdrache einsam, unruhig und kann in Raserei geraten, die die Insel bedroht.
Als das Fest am Tempel stattfindet, zu dem auch Yukito und seine Freunde gehen, kommt es plötzlich zu einem erneuten Ausbruch des Feuerdrachen. Die drei Pulsweber machen sich auf, den Archipel zu beschützen. Die jüngeren sollen bei der Evakuierung helfen, die gut voranschreitet. Doch beim Kampf gegen den Drachen sind sich Haruaki und Aka eher im Weg, da sie sich streiten, wer von ihnen den Drachen bekämpfen soll. Yukito und seine Freunde kommen hinzu, da auch sie ihre Pflicht als Pulsweber erfüllen und die beiden unterstützen wollen. Doch auch gemeinsam gelingt es nicht, den Feuerdrachen im Zaum zu halten. Schließlich tritt Jingi dazu, der das Ritual zur Erweckung des Wasserdrachens in Yukito durchführt, um den Feuerdrachen zu besänftigen. Nur Jingi wusste davon, dass Makoto in seinem Sohn den Wasserdrachen wiederaufleben ließ. Nach dessen Tod lernte Jingi das Ritual, im Wissen, dass er bei dessen Ausführung sein Leben lassen wird. Das Ritual und die Besänftigung gelingt, die Inseln sind gerettet, doch Jingi stirbt. Yukito macht sich große Vorwürfe, es liege an seiner Schwäche, dass das Ritual notwendig gewesen ist. Nachdem sich die Freunde von Jingi bereits von ihm verabschiedet hatten, taucht Yukito in den Lebenstrom ein, wo er noch auf Jingis Seele trifft. Er macht sich auf, ihn zu retten, kann sich von selbst in den Wasserdrachen verwandeln und erneut in den Lebensstrom eintauchen. Dort trifft er auch die Seele seines Vaters und gemeinsam finden sie Jingi. Mit der Unterstützung der anderen Pulsweber findet Yukito mit Jingis Seele in die Welt der Lebenden zurück.

## Produktion und Veröffentlichung
Der Anime mit zwölf Folgen entstand beim Studio Studio Blanc unter der Regie von Nobuyoshi Nagayama. Das Konzept stammt von Rei Rairaku. Die Produzenten waren Fumihiro Ozawa, Akihiro Sotokawa und Nobuhiko Kurosu. Für die Kameraführung war Shigenori Toyooka verantwortlich. Tonregie führte Ryō Tanaka und das Charakterdesign stammte von Redjuice und Misaki Kaneko. Die künstlerische Leitung lag bei Yoshimi Umino und die Computeranimationen leitete Yutaka Nakajima.
Die 25 Minuten langen Folgen wurde vom 2. Juli 2023 bis 17. September 2023 auf Tokyo MX in Japan ausgestrahlt. Die Plattform Crunchyroll veröffentlicht die Serie international per Streaming, unter anderem mit deutschen und englischen Untertiteln.

### Synchronisation
| Rolle            | japanische Sprecher (Seiyū) |
| ---------------- | --------------------------- |
| Yukito Yanagi    | Yūto Uemura                 |
| Jingi Sagawa     | Takuma Terashima            |
| Haruaki Kurama   | Kohsuke Toriumi             |
| Aka Ibuki        | Yūichirō Umehara            |
| Chatarō Fukuwake | Gakuto Kajiwara             |
| Yako Amano       | Yuki Sakakihara             |
| Ibara Ichijō     | Kana Hanazawa               |
| Makoto Yanagi    | Kenjiro Tsuda               |
| Momoko Amamiya   | Saori Hayami                |
| Sanji Inо̄        | Nobuo Tobita                |
| Taihei Makita    | Jun Fukuyama                |

### Musik
Die Musik der Serie komponierte Kana Shibue. Das Vorspannlied ist Ayakashi von Angela und der Abspann ist unterlegt mit Flashback von saji.

## Manga
Eine von Drehbuchautor Rei Rairaku unter dem Pseudonym GoRA geschriebene und von Ryo Kuroda gezeichnete Manga-Umsetzung der Geschichte startete im Juli 2023 im Magazin Gekkan Comic Zero Sum beim Verlag Ichijinsha.